# Kim Iryeop
Kim Iryeop   (Ryonggang County, 28 d'abril de 1896 - Sudeoksa, 28 de gener de 1971) va ser una escriptora, periodista, activista feminista i monja budista coreana. El seu nom era Kim Wonju (hanja: 金元周). El seu nom de cortesia i de dharma era Iryeop (Hangul: hanja; Hanja: 一葉).

## Biografia
Filla d'un pastor metodista a la part nord de l'imperi coreà va esdevenir una escriptora, budista, feminista i activista de renom. Al acabar la seva educació primària, i a la mort els seus pares, va traslladar-se cap a Seül per assistir a la Ehwa Hakdang, equivalent a educació secundaria i va continuar amb estudis universitaris. Va acabar la seva educació el 1918 i es va casar amb un professor del Yeonheui Junior College.
Al 1919 va anar al Japó a continuar amb els seus estudis i va tornar a Corea al 1920. Quan va tornar, va engegar un diari, New Woman (Hangul: 신여자; Hanja: 新女子) que va ser el primer diari per dones publicat per dones a Corea.
Donat el seu talent literari, que va descobrir-se de ben jove, va influir a la societat literària coreana del seu temps. Va escriure sobre activitats que reflectien les tendències del moment d'alliberació feminista i el seu ímpetu per fundar el New Woman. Els seus articles, assajos crítics, poemes i novel·les curtes contra les tradicions opressives del període en què Corea estava sota el domini japonès es van anar publicant en els diaris en coreà The Dong-a Ilbo i The Chosun Ilbo i en algunes revistes literàries com Kaebyeok and Chosun Mundan.
Va ser ordenada monja budista el 1933 i es va traslladar a Sudeoksa el 1935, on va viure fins a la seva mort.

## Llibres
- Reflections of a Zen Buddhist Nun (어느 수도인의 회상, 1960)
- Having Burned Away My Youth (청춘을 불사르고, 1962)
- In Between Happiness and Misfortune (행복과 불행의 갈피에서)